# Грем (Міссурі)
Грем (англ. Graham) — місто (англ. city) в США, в окрузі Нодавей штату Міссурі. Населення — 147 осіб (2020).

## Географія
Грем розташований за координатами 40°12′4″ пн. ш. 95°2′26″ зх. д. / 40.20111° пн. ш. 95.04056° зх. д. (40.201081, -95.040442).  За даними Бюро перепису населення США в 2010 році місто мало площу 0,67 км², уся площа — суходіл.

## Демографія
Згідно з переписом 2010 року, у місті мешкала 171 особа в 78 домогосподарствах у складі 47 родин. Густота населення становила 254 особи/км².  Було 89 помешкань (132/км²).
Расовий склад населення:
| - 98,8 % — білих - 1,2 % — чорних або афроамериканців |

До двох чи більше рас належало 0,0 %. Частка іспаномовних становила 0,0 % від усіх жителів.
За віковим діапазоном населення розподілялося таким чином: 22,2 % — особи молодші 18 років, 57,9 % — особи у віці 18—64 років, 19,9 % — особи у віці 65 років та старші. Медіана віку мешканця становила 44,8 року. На 100 осіб жіночої статі у місті припадало 94,3 чоловіків;  на 100 жінок у віці від 18 років та старших — 90,0 чоловіків також старших 18 років.
Середній дохід на одне домашнє господарство  становив 39 747 доларів США (медіана — 32 813), а середній дохід на одну сім'ю — 44 779 доларів (медіана — 38 500). За межею бідності перебувало 35,0 % осіб, у тому числі 50,0 % дітей у віці до 18 років та 15,4 % осіб у віці 65 років та старших.
Цивільне працевлаштоване населення становило 86 осіб. Основні галузі зайнятості: освіта, охорона здоров'я та соціальна допомога — 29,1 %, мистецтво, розваги та відпочинок — 23,3 %, виробництво — 22,1 %.